# Aspidistra
Pour les articles homonymes, voir Aspidistra (homonymie).
Genre
Classification phylogénétique
Aspidistra est un genre de plantes de la famille des Liliaceae selon la classification classique, ou de celle des Ruscaceae (ou optionnellement des Asparagaceae) selon la classification phylogénétique.
Ce genre de plantes monocotylédones contient une soixantaine d'espèces originaires d'Asie.

## Liste d'espèces
- Aspidistra acetabuliformis Y.Wan & C.C.Huang
- Aspidistra alternativa D.Fang & L.Y.Yu
- Aspidistra arnautovii Tillich
- Aspidistra austrosinensis Y.Wan & C.C.Huang
- Aspidistra caespitosa C.Pei
- Aspidistra carinata Y.Wan & X.H.Lu
- Aspidistra cavicola D.Fang & K.C.Yen
- Aspidistra cerina G.Z.Li & S.C.Tang
- Aspidistra claviformis Y.Wan
- Aspidistra cruciformis Y.Wan & X.H.Lu
- Aspidistra cyathiflora Y.Wan & C.C.Huang
- Aspidistra daibuensis Hayata
- Aspidistra dolichanthera X.X.Chen
- Aspidistra ebianensis K.Y.Lang & Z.Y.Zhu
- Aspidistra elatior Blume
- Aspidistra fasciaria G.Z.Li
- Aspidistra fenghuangensis K.Y.Lang
- Aspidistra fimbriata F.T.Wang & K.Y.Lang
- Aspidistra flaviflora K.Y.Lang & Z.Y.Zhu
- Aspidistra fungilliformis Y.Wan
- Aspidistra glandulosa (Gagnep.) Tillich
- Aspidistra guangxiensis S.C.Tang & Yan Liu
- Aspidistra hainanensis W.Y.Chun & F.C.How
- Aspidistra hekouensis H.Li, C.L.Long & Bogner
- Aspidistra huanjiangensis G.Z.Li & Y.G.Wei
- Aspidistra larutensis W.J.de Wilde & A.Vogel
- Aspidistra leshanensis K.Y.Lang & Z.Y.Zhu
- Aspidistra leyeensis Y.Wan & C.C.Huang
- Aspidistra linearifolia Y.Wan & C.C.Huang
- Aspidistra locii Arnautov & Bogner
- Aspidistra longanensis Y.Wan
- Aspidistra longifolia Hook.f.
- Aspidistra longiloba G.Z.Li
- Aspidistra longipedunculata D.Fang
- Aspidistra longipetala S.Z.Huang
- Aspidistra luodianensis D.D.Tao
- Aspidistra lurida Ker Gawl.
- Aspidistra marginella D.Fang & L.Zeng
- Aspidistra minutiflora Stapf
- Aspidistra molendinacea G.Z.Li & S.C.Tang
- Aspidistra muricata F.C.How
- Aspidistra mushaensis Hayata
- Aspidistra oblanceifolia F.T.Wang & K.Y.Lang
- Aspidistra obliquipeltata D.Fang & L.Y.Yu
- Aspidistra oblongifolia F.T.Wang & K.Y.Lang
- Aspidistra omeiensis Z.Y.Zhu & J.L.Zhang
- Aspidistra papillata G.Z.Li
- Aspidistra patentiloba Y.Wan & X.H.Lu
- Aspidistra pileata D.Fang & L.Y.Yu
- Aspidistra punctata Lindl.
- Aspidistra quadripartita G.Z.Li & S.C.Tang
- Aspidistra retusa K.Y.Lang & S.Z.Huang
- Aspidistra saxicola Y.Wan
- Aspidistra sichuanensis K.Y.Lang & Z.Y.Zhu
- Aspidistra spinula S.Z.He
- Aspidistra subrotata Y.Wan & C.C.Huang
- Aspidistra sutepensis K.Larsen
- Aspidistra tonkinensis (Gagnep.) F.T.Wang & K.Y.Lang
- Aspidistra triloba F.T.Wang & K.Y.Lang
- Aspidistra typica Baill.
- Aspidistra urceolata F.T.Wang & K.Y.Lang
- Aspidistra xilinensis Y.Wan & X.H.Lu
- Aspidistra yingjiangensis L.J.Peng
- Aspidistra zongbayi K.Y.Lang & Z.Y.Zhu

## Dans la littérature
- George Orwell est l'auteur d'un roman titré en français Et vive l'Aspidistra ! (en anglais : Keep the Aspidistra Flying, 1936)[1], dans lequel cette plante (en pot) symbolise la médiocrité d'une certaine Angleterre des années 1930, mais aussi « la convivialité et l'humble désir de vivre ». Le personnage principal, Gordon, manifeste une antipathie viscérale à l'encontre de l'aspidistra, avant d'être vaincu par elle en rentrant dans le rang.
- Alexandre Vialatte commente ce roman dans l'une de ses Chroniques humoristiques, datée de 1960[2], qu'il conclut en ces termes : « L'homme s'agite, l'aspidistra le mène. Et c'est ainsi qu'Allah est grand. »